# قيماس خان (بناجوي الشمالي)
قیماس خان (بالفارسية: قیماس‌خان) هي مستوطنة تقع في إيران في قسم بناجوي الشمالي الريفي. يقدر عدد سكانها بـ 47 نسمة .